# جیدوکواین
کئو اون این (به ژاپنی: 慈徳院)، (زمان تولد و مرگ نامشخص) یک زن از اهالی ژاپن در دوره آزوچی–مومویاما بود. وی در ابتدا به عنوان دایهٔ پسر بزرگ نوبوناگا، اودا نوبوتادا به خدمت گرفته شد اما بعد از آن نظر نوبوناگا به او جلب شد. کئو اون این یکی از زنان سوکوشیتسو (همسر غیراصلی) اودا نوبوناگا و مادر دختری از وی به نام سان نو مارو دونو بود. سان نو مارو دونو زن غیراصلی تویوتومی هیده‌یوشی شد.